# العباس (موشک)
العباس یک موشک بالستیک کوتاه برد و زمین به زمین عراقی بود که نسخهٔ با برد بیشتر موشک الحسین به‌شمار می‌رفت و برای رسیدن به بیشتر مناطق خاورمیانه از جمله تنگه هرمز طراحی شده بود. این موشک از مشتقات موشک اسکاد بود.

## تاریخچه
موشک‌های اسکادی که عراق در طول جنگ ایران و عراق به دست آورد برای آنها مفید واقع نشد؛ زیرا برد این موشک‌ها تنها ۳۰۰ کیلومتر (۱۹۰ مایل) بود و قابلیت رسیدن به تهران پایتخت ایران را نداشت. عراقی‌ها موشک الحسین را توسعه دادند و بعدها موشک العباس را ساختند که حتی برد بیشتری داشت. این موشک در آوریل ۱۹۸۸ با موفقیت آزمایش شد. گزارش‌ها نشان می‌داد که عراقی‌ها ۸۰۰ کیلومتر (۵۰۰ مایل) با افزایش ظرفیت سوخت، افزایش اندازه مخازن سوخت، کشتن مخازن اکسیدکننده و پیشران از سایر اسکادها و کاهش ظرفیت بار از ۸۰۰ تا ۱۴۰ کیلوگرم (۱٬۷۶۰ تا ۳۱۰ پوند) توانستند به برد مورد نظر خود که بالای ۸۰۰ کیلومتر بود دست یابند. با این حال، عراقی‌ها بعداً به دلیل هدایت ضعیف موشک و بی‌ثباتی پرواز از آن استفاده نکردند. هنوز مشخص نیست این موشک به وضعیت عملیاتی رسیده و انباشته شده‌است یا خیر.

## مشخصات
موشک العباس با برد ۹۵۰ کیلومتر (۵۹۰ مایل) طراحی شده‌است. با این حال منابع گفته‌اند که این موشک فقط می‌تواند تا ۸۰۰ کیلومتر (۵۰۰ مایل) پرواز کند. قطر آن به‌مانند اسکاد ۰٫۸۸ متر (۲ فوت ۱۱ اینچ) بود اما طول آن ۱۴٫۵۰ متر (۴۷٫۶ فوت) بود که بیشتر از طول ۱۱٫۵ متر (۳۸ فوت) موشک اسکاد قبلی بود. عراقی‌ها محموله موشک اسکاد را به حدود ۱۴۰–۴۵۰ کیلوگرم (۳۱۰–۹۹۰ پوند) کاهش داده بودند. منابع نشان می‌دهند که این موشک دارای کلاهک شیمیایی/بیولوژیکی بود. موشک العباس فقط در برد ۵۰۰ متر (۱٬۶۰۰ فوت) دقیق بود و CEP ۵٬۰۰۰ متر (۱۶٬۰۰۰ فوت) داشت. گفته می‌شود که موشک ناپایدار است زیرا با ورود مجدد به مرکز ثقل خود می‌چرخد، همچنین هدایت ضعیفی داشت.